# Vitfläckig praktmal
Vitfläckig praktmal (Denisia albimaculea) är en fjärilsart som först beskrevs av Adrian Hardy Haworth 1828.  Vitfläckig praktmal ingår i släktet Denisia, och familjen praktmalar, (Oecophoridae). Enligt den svenska rödlistan är arten starkt hotad i Sverige. Arten förekommer sällsynt från Skåne till Uppland. I övriga Norden är den funnen i Danmark men saknas i Norge och Finland. Artens livsmiljö är lövskogsmiljöer, parker, alléer med grovstammiga träd.